# Sei nel l’anima
Sei nel l’anima (italienisch für „Du bist in meiner Seele“) ist das 22. Studioalbum der italienischen Rocksängerin und Songwriterin Gianna Nannini. Es erschien im März 2024 bei Columbia Records.

## Hintergrund
Das aus zwölf Titeln bestehende Studioalbum wurde von Nannini selbst in Zusammenarbeit mit Andy Wright, Troy Miller und Raül Refree produziert. Nannini war zudem an allen Titeln als Autorin beteiligt. Beim Schreibprozess bekam sie dabei unter anderem von Andy Wright, Alex Andrea Vella und Luigi De Crescenzo Unterstützung. 
Es ist ihr achtes Album, das sich in allen D-A-CH-Ländern platzieren konnte. Das Cover zeigt Nanninis Gesicht vor einem schwarzen Hintergrund.

## Titelliste
| Nr. | Titel                                                                      | Autor(en)                                                                   | Produzent(en)               | Länge |
| --- | -------------------------------------------------------------------------- | --------------------------------------------------------------------------- | --------------------------- | ----- |
| 1.  | 1983                                                                       | Gianna Nannini, Andy Wright, Alex Andrea Vella                              | Gianna Nannini, Andy Wright | 4:10  |
| 2.  | Silenzio                                                                   | Gianna Nannini, Phil Palmer, Matteo Saggese, Luigi De Crescenzo             | Gianna Nannini, Troy Miller | 2:53  |
| 3.  | Io voglio te                                                               | Gianna Nannini, Mauro Paoluzzi, Alex Andrea Vella                           | Gianna Nannini, Andy Wright | 4:25  |
| 4.  | Lento lontano                                                              | Gianna Nannini, Matteo Saggese, Alex Andrea Vella, Fabrizio Maurizio        | Gianna Nannini, Troy Miller | 3:23  |
| 5.  | Filo spinato                                                               | Gianna Nannini, Stefano Tognini, Jacopo Ettorre                             | Gianna Nannini, Troy Miller | 3:11  |
| 6.  | Tutta la vita                                                              | Gianna Nannini, Troy Miller, Alex Andrea Vella                              | Gianna Nannini, Troy Miller | 3:09  |
| 7.  | Il buio nei miei occhi (Coverversion von Etta James – I'd Rather Go Blind) | Gianna Nannini, Billy Foster, Luigi De Crescenzo, Jordan Ellington          | Gianna Nannini, Andy Wright | 4:26  |
| 8.  | Bang                                                                       | Gianna Nannini, Andy Wright, Alex Andrea Vella                              | Gianna Nannini, Andy Wright | 4:05  |
| 9.  | Maledetta confusione                                                       | Gianna Nannini, Andy Wright, Alex Andrea Vella                              | Gianna Nannini, Andy Wright | 3:05  |
| 10. | Ciao è meglio di goodbye                                                   | Gianna Nannini, Andy Wright, Alex Andrea Vella                              | Gianna Nannini, Andy Wright | 3:45  |
| 11. | Stupida emozione                                                           | Gianna Nannini, Luigi De Crescenzo, Giuseppe Faiella, Mariagrazia Cristiano | Gianna Nannini, Zef         | 3:20  |
| 12. | Mi mancava una canzone che parlasse di te                                  | Gianna Nannini, Luigi De Crescenzo, Raül Fernandez Miró                     | Gianna Nannini, Raül Refree | 4:30  |

## Kritik
Kai Butterweck, Musikkritiker von laut.de, urteilte: „Gianna Nanninis Stimme ist und bleibt ein einzigartiges Kulturgut. Ihre Musik hingegen torkelt nun schon seit vielen Jahren unaufhaltsam in Richtung Belanglosigkeit, und daran ändert leider auch Sei nel l'anima nichts.“

## Chartplatzierungen
| ChartsChartplatzierungen | Höchstplatzierung | Wochen |
| ------------------------ | ----------------- | ------ |
| Deutschland (GfK)        | 84 (1 Wo.)        | 1      |
| Österreich (Ö3)          | 60 (1 Wo.)        | 1      |
| Schweiz (IFPI)           | 7 (4 Wo.)         | 4      |
| Italien (FIMI)           | 6 (4 Wo.)         | 4      |